# Parque de la Sierra de Marina
El Parque de la Sierra de Marina (en catalán, y de forma oficial, Parc de la Serralada de Marina) es un espacio natural protegido español situado en la provincia de Barcelona, Cataluña. Forma parte de la Red de Parques Naturales gestionados por la Diputación de Barcelona.
El Consorcio del Parque de la Sierra de Marina está integrado por los municipios de Tiana, Badalona, Santa Coloma de Gramanet, Moncada y Reixach, San Fausto de Campcentellas, el Mancomunidad de Municipios del Área Metropolitana de Barcelona y la Diputación de Barcelona. 
El Plan especial, sensible a la problemática que presentan los espacios periurbanos, regula este territorio y establece los criterios básicos de protección y mejora ambiental y paisajística, compaginando la conservación del patrimonio natural y cultural con el uso del espacio y el mantenimiento de las actividades económicas.

## Situación
El Parque de la Sierra de la Marina comprende el sector sur de la llamada sierra de la Marina, entre la zona de Sant Mateu-Céllecs y Santa Coloma de Gramanet. Se trata de una superficie de 4.000 hectáreas, una parte de las cuales está incluida en el Espacio Natural de la Conreria-Sant Mateu-Céllecs, definido en el Plan especial.
La sierra de la Marina ocupa la franja suroeste de la cordillera Litoral, en la prolongación del Montseny y la Sierra del Corredor. Se encuentra entre el río Besós y el collado de can Bordoi, entre Alella y Santa Coloma de Gramanet. Une la sierra de Collserola con la sierra de la Marina-Montnegre.

## Medio físico
El Parque de la Sierra de la Marina corresponde a una zona de 3.032 hectáreas. Geográficamente, la zona corresponde al extremo meridional de la sierra de la Marina, en el sector conocido como la serra de la Conreria. Esta sierra sigue en paralelo el trazado de la costa mediterránea, de suroeste a noreste. La altitud máxima de la sierra es el Turó de Galzeran (485 m). 
El clima es de tipo mediterráneo litoral con temperaturas medianas alrededor de los 15 grados y precipitaciones entre los 500 y los 600 milímetros. Pertenece a la región bioclimática boreomediterránea (con influencias medioeuropeas y atlánticas por la vertiente vallesana). El relieve es, en general, redondeado, debido a la erosión sobre los materiales graníticos predominantes, solo roto en determinados lugares por afloramientos de otras litologías. Los torrentes y las rieras acostumbran a formar cauces en las partes más altas y de mayor pendiente, para dar lugar a cursos más suaves y anchos en los valles medios y bajos. Además de los fenómenos de erosión hídrica concentrada que da lugar a la red hidrográfica, la elevada erosionabilidad de buena parte de los suelos, formados por sauló, representa una gran fragilidad cuando estos se presentan desprotegidos por la eliminación de la cubierta vegetal.
Entre los aspectos que dan singularidad y valor al medio destacan las morfologías que rompen el suave relieve predominante, como los afloramientos de diques y las áreas de modelado granítico que dan lugar a los característicos “campos de bolas”, y que se concentran en las partes centrales, y más altas, de la cordillera. 
La actividad atada a la explotación forestal es testimonial. El elevado uso público de los bosques y su función social y protectora del medio predominan sobre la actividad económica. En cuanto a la actividad agraria, hay 240 hectáreas cualificadas como suelos agrícolas, y la mitad corresponden a viñedos y el resto a huertos, forrajes y cereales. Hoy en día, muchos terrenos agrícolas tradicionales pertenecen a zonas periurbanas y sufren una fuerte presión urbanística. En el sector industrial destacan especialmente las actividades extractivas a cielo abierto, que han dejado y dejan una profunda huella sobre el medio y paisaje.

## Flora y fauna
Por su ubicación geográfica, la sierra de la Marina se encuentra situada en la región biogeográfica mediterránea, si bien las diferencias de relieve y orientación originan una notable riqueza de especies y diversidad de sistemas naturales. La orientación sombría de las vertientes vallesanas comporta formaciones propias de zonas más húmedas, como los encinares y los robledales. Los sistemas naturales de las vertientes de solana son propios de zonas secas. Así, la vegetación de estas orientaciones está constituida por comunidades arbustivas y herbáceas, con algunas manchas arbóreas, principalmente de pino piñonero. Donde dominan las formaciones arbustives bajas encontramos especies de fauna propia de los espacios abiertos, algunas muy raras en Cataluña como nidificantes y migratorias transsaharianas.
Los vertebrados constituyen el grupo faunístico mejor estudiado. En los ríos no hay peces pese a la presencia de invertebrados acuáticos. Los anfibios están bastante bien representados sin que haya ningún elemento excepcional. Lo mismo podemos afirmar de los reptiles, pero hay que señalar la ausencia de la serpiente de Escolapio y de la víbora ibérica, antiguamente referenciados y actualmente no renovados.
De acuerdo con el predominio de los ambientes mediterráneos (tanto abiertos como forestales) en el área de estudio, las poblaciones de aves muestran también un importante componente de especies de estos dos tipos de hábitats. Cabe remarcar, no obstante, la presencia de determinadas especies raras de los espacios abiertos, que ocupan las comunidades arbustivas de la solana de la Sierra; se trata de migradoras transaharianas como la collalba rubia (Oenanthe hispanica), la curruca mirlona (Sylvia hortensis), el alcaudón común (Lanius senator) y la bisbita campestre (Anthus campestris).
Es remarcable el número de carroñeras que nidifican en la zona, y cabe mencionar, así mismo, el interés de la nidificación de una pareja de búhos reales (Bubo bubo).
Entre los mamíferos encontramos tanto el erizo oscuro (Erinaceus europaeus), que ocupa las zonas sombrías, como el mediterráneo (Atelerix algirus), en los ambientes arbolados más secos. Por cuanto hace a los roedores, se han localizado la ardilla (Sciurus vulgaris) y el ratón de campo (Apodemus sylvaticus). También se ha constatado la presencia del zorro (Vulpes vulpes), la garduña (Martes foina), el tejón (Meles meles), la gineta (Genetta genetta) y el jabalí (Sus scrofa). El conejo (Oryctolagus cuniculus) es muy abundante en determinados sectores y la liebre (Lepus europaeus) destaca por su extremada rareza.

## Actividades y programas

### Programa “Vive el parque”
"Vive el parque” es un programa coorganizado por el Área de Espacios Naturales y Infraestructura Verde de la Diputación de Barcelona en la colaboración de los ayuntamientos del ámbito de cada parque.
El programa ofrece una serie de actividades plásticas, escénicas, musicales, literarias, folclóricas y de difusión del patrimonio natural y cultural que se llevan a cabo, durante un determinado periodo del año, tanto en el interior de los parques como en los municipios que tienen su término municipal dentro de los límites del espacio protegido.
El programa incluye en cada edición un apartado específico, dirigido a los escolares de los municipios del parque.
El programa "Vive el parque” de la Sierra de Marina tiene lugar durante el mes de abril.

## Enlaces recomendados
- Wikimedia Commons alberga una categoría multimedia sobre Parque de la Sierra de Marina.
- Red de Espacios Naturales de la Diputación de Barcelona

- Datos: Q9056030
- Multimedia: Serralada de Marina Park / Q9056030